# Nado-vivo
Para a Estatística um nado-vivo é o produto da expulsão ou extração completa, relativamente ao corpo materno e independentemente da duração da gravidez, do produto de fecundação que, após esta separação, respire ou manifeste quaisquer outros sinais de vida, tais como pulsações do coração ou do cordão umbilical ou contracção efectiva de qualquer músculo sujeito à acção da vontade, quer o cordão umbilical tenha sido cortado ou não e quer a placenta esteja ou não retida.